# والیبال در المپیک تابستانی ۱۹۷۲
والیبال در بازی‌های المپیک تابستانی ۱۹۷۲ نام رویداد ورزش والیبال در بازی‌های المپیک تابستانی بود که در سال ۱۹۷۲ برگزار شد.

## جدول مدال‌ها
| رتبه | کشور        | طلا | نقره | برنز | مجموع |
| ۱    | ژاپن        | ۱   | ۱    | ۰    | ۲     |
| ۲    | اتحاد شوروی | ۱   | ۰    | ۱    | ۲     |
| ۳    | آلمان شرقی  | ۰   | ۱    | ۰    | ۱     |
| ۴    | کره شمالی   | ۰   | ۰    | ۱    | ۱     |